# 安田辰昭
安田 辰昭（やすだ たつあき、1933年 - 2008年2月21日）は、日本の高校野球指導者、教員。小千谷高野球部監督、新発田農高野球部監督、新潟県高校野球連盟理事長などを歴任した。

## 経歴
- 新潟県佐渡郡[2]（現佐渡市）生まれ。佐渡農高、東京農業大学に進学する。1955年に小千谷高に社会科教諭として赴任し、野球部監督に就任する。
- 当時の新潟県の高校野球界は、新潟商・長岡高などの新潟市勢・長岡市勢が強く、さらに新潟県を勝ち抜いても隣県・富山県との北越大会の壁が厚かったため、豪雪地の小千谷市からの甲子園出場など想像もできなかった[要出典]。安田は「豪雪地から甲子園へ」を目指して選手を鍛えるが、甲子園出場を果たせないまま1966年に新発田農高に転勤となった。なお小千谷高はこの年の夏に新潟県大会・北越大会を勝ち抜いて、甲子園初出場（第48回選手権）を果たしている。
- 新発田農高でも野球部監督を務めた安田だが、選手集めには苦労があった。しかし監督26年目の1980年夏に、念願の甲子園出場（第62回選手権）を果たす。この大会で4強に進出した天理高に対して堅守で渡り合い、延長戦の末に敗退した。
- 翌1981年夏にも、須藤辰弥投手を中心とした堅守のチームで、夏の甲子園（第63回選手権）に連続出場を果たす。広島商、東海大甲府を連破して、新潟県勢として初の全国大会2勝を果たした。
- その後は新潟東工高、新発田南高に勤務。1987年から1992年まで新潟県高等学校野球連盟の理事長を務めた。
- 退職後はベースボール・マガジン社に勤務し、新潟県の高校野球関連の著書を執筆した。
- 2004年6月日本高校野球連盟と朝日新聞社が表彰する「イヤー・オブ・ザ・コーチ」（20年以上の指導歴があり、高校野球の育成と発展に貢献した人が対象）に新潟県高校野球連盟の推薦を受けて選出され[3]、受賞者代表8人のうちの1人として、8月の第86回全国高等学校野球選手権大会内で行われた表彰室にユニフォーム姿で参加した[4]。
- 2008年2月21日、尿毒症のため死去。74歳没。

## エピソード
- 1981年夏の甲子園大会中に実父が逝去。1回戦の広島商戦で勝利を収めた直後にそのことを知らされた安田は、選手にもそのことを告げずに、深夜の自動車で新潟に急行し、亡父と対面して勝利を報告した後で甲子園にとんぼ返りし、何事もなかったかのように2回戦に備えたという。

## 著書
- 心の甲子園
- 負けてたまるか～甲子園の心と技術～
- 雪深し～中越高校・鈴木春祥監督 30年の軌跡～
- 多摩川晩花～日本ハムファイターズ 渡辺浩司～
- 近ちゃんの高校野球
- 新潟県高校野球熱戦譜（共著）
- 飯豊に誓う～雪国の農業高校 夢の甲子園物語～

いずれもベースボール・マガジン社